# (466203) 2012 PE3
(466203) 2012 PE3 es un asteroide perteneciente al cinturón de asteroides, descubierto el 16 de junio de 2006 por el equipo Spacewatch desde el Observatorio Nacional de Kitt Peak (Arizona, Estados Unidos).